# Естер Мукваса
Естер Мукваса (англ. Esther Nakalange Mukwasa; нар. 24 жовтня 1996, Замбія) — замбійська футболістка, півзахисниця клубу «Моба Квінз» та національної збірної Замбії. Одна з гравчинь, яка поїхала на футбольний турнір Літньої Олімпіади 2020 року.

## Клубна кар'єра
З 2021 року захищає кольори замбійського клубу «Моба Квінз» (за даними сайту Zerozero.pt — «Індені»).

## Кар'єра в збірній
У 2014 році в складі національної збірної Замбії поїхала на Чемпіонат африканських націй, але дані про її виступи на вище вказаному турнірі відсутні.
У футболці національної команди дебютувала 21 липня 2021 року в програному (3:10) поєдинку олімпійського футбольного турніру проти Нідерландів. Естер вийшла на поле на 87-ій хвилині, замінивши Маргарет Белему.